# Eden of Coronet

Eden of Coronet

Eden of Coronet là cây đàn guitar Gibson SG được làm bằng vàng trắng 18 kara và đính 11.441 viên kim cương. Được đưa vào hoạt động năm 2015, cây đàn được Sách Kỷ lục Guinness mô tả là "cây đàn guitar giá trị nhất thế giới" vào thời điểm đó, trị giá 2 triệu đô la.

## Thông tin
Eden of Coronet được ủy quyền bởi công ty trang sức Hồng Kông Aaron Shum (chủ thương hiệu Coronet) hợp tác với Gibson. Thiết kế được đặt trên mô hình Gibson SG. Gibson đã hợp tác với nhà thiết kế trang sức Aaron Shum và nhạc sĩ Lôi Dung Đức để tạo ra cây đàn. Công ty Hồng Kông Chow Tai Fook đã cung cấp kim cương cho dự án. Đàn ghi ta có thể chơi được.
Ban đầu cây đàn được giới thiệu và trưng bày tại Trung tâm mua sắm Marina ở Abu Dhabi cho Triển lãm Trang sức và Đồng hồ Baselworld 2015, sau đó trưng bày tại Trung Quốc. Cây đàn trở lại Abu Dhabi vào tháng 10 năm 2019 và tiếp tục trưng bày tại Baselworld.
Năm 2015, cây đàn được định giá 2 triệu đô la, trở thành cây đàn đắt nhất thế giới vào thời điểm đó. Kỷ lục đã bị phá vỡ nhiều lần.

## Thiết kế
Phần thân đàn được dát vàng trắng và đính kim cương xếp thành hình bông hoa và các chi tiết thiên nhiên khác. Cây đàn được đặt tên là "Eden" vì các họa tiết lấy cảm hứng từ thiên nhiên.
Cây đàn được đính 11.441 viên kim cương (400 kara) và bao phủ bằng 1,6 kilôgam (3,5 lb) vàng, 68 nghệ nhân mất 700 ngày để tạo ra. Đàn có phần cứng chrome, bao gồm hai bộ cảm ứng âm thanh Humbucker với vỏ chrome. Các nút điều chỉnh âm sắc của cây đàn guitar được ẩn bên dưới một lớp kim cương.